# Фигейро-душ-Виньюш (район)
Фигейро-душ-Виньюш (порт. Figueiró dos Vinhos) — район (фрегезия) в Португалии, входит в округ Лейрия. Является составной частью муниципалитета Фигейро-душ-Виньюш. По старому административному делению входил в провинцию Бейра-Литорал. Входит в экономико-статистический субрегион Пиньял-Интериор-Норте, который входит в Центральный регион. Население составляет 3835 человек на 2001 год. Занимает площадь 41,67 км².